# Clément Segers
Clementius Maria Franciscus Antonius (Clément) Segers (Antwerpen, 15 juli 1872 - aldaar, 19 mei 1950) was een Belgisch ondernemer en politicus.

## Levensloop
Segers groeide op in een voorname Antwerpse familie die er woonachtig was op de Meir. Hij liep er (vermoedelijk) school aan het Onze-Lieve-Vrouwecollege. In 1893 vestigde hij zich te Edegem. Hij huwde de jongste dochter van Florentinus Van Den Wouwer, voormalig consul van Saksen. Het koppel liet vervolgens het Meihof te Edegem bouwen, alwaar ze tevens een melkerij oprichtten. Omstreeks januari 1906 werd deze verkocht en resideerde het gezin deels in de Kontichstraat te Edegem en deels in de Rudolfstraat te Antwerpen. Daarnaast had hij een kantoor in de Vredestraat te Berchem en in de Leopoldstraat te Antwerpen. Hij was er omstreeks 1905 stichtend voorzitter van de Boter- en Melkerij
Vereniging. Eind augustus 1914 (kort na het uitbreken van de Eerste Wereldoorlog) verliet het gezin definitief Edegem en vluchtte ze naar Engeland, alwaar ze zich vestigde te Ennismore Gardens in Londen.
Ook was hij politiek actief. Bij de gemeenteraadsverkiezingen van 1903 stelde hij zich kandidaat voor de conservatief katholieke en liberale kieslijst 'Oud Edegem'. Hij werd verkozen tot gemeenteraadslid en in januari 1904 aangesteld als burgemeester in opvolging van dienstdoend burgemeester Frans Van Put.  Na zijn vertrek naar London werd Frans Van Noyen aangesteld als dienstdoend burgemeester. In januari 1919 volgde het officieel ontslag - omwille van gezondheidsredenen - van Segers als burgemeester van Edegem.
Zijn uitvaartplechtigheid vond plaats in de Onze-Lieve-Vrouw-ter-Sneeuwkerk te Borgerhout. Een laatste rustplaats kreeg hij in de familiekelder op de begraafplaats van Kapellen. Zijn broer Paul, evenals hun oom Armand, was eveneens politiek actief.